# ويليام هنري ستانتون
ويليام هنري ستانتون (بالإنجليزية: William Henry Stanton) هو قاضي ومُحرِّر ومحامي وصحفي وسياسي أمريكي، ولد في 28 يوليو 1843 بنيويورك في الولايات المتحدة، وتوفي في 28 مارس 1900 بسكرانتون في الولايات المتحدة. حزبياً، نشط في الحزب الديمقراطي. وقد انتخب عضو مجلس ولاية بنسيلفانيا وانتخب عضو مجلس النواب الأمريكي.